# Chinesische Palastwachenrüstung
Eine Chinesische Palastwachenrüstung ist eine Schutzwaffe aus China.

## Beschreibung
Eine Chinesische Palastwachenrüstung besteht aus Stahl und Stoff. Die Rüstung der chinesischen Palastwache aus dem 18. Jahrhundert erweckt den Eindruck einer Paraderüstung, die kaum Schutz bietet. Dieser Eindrück entsteht durch die prunkvolle Ausstattung, aber er täuscht. Die Rüstung ist eine voll taugliche Kampfrüstung, denn sie besteht aus Stahlplatten, die in schwere, dunkelblaue Samtstoffe eingenäht sind. Damit die Stoffe über den Rüstungsplatten nicht verrutschen, sind dicke, vergoldete Nieten von außen angebracht, die dies verhindern. Durch die vielen Nieten wird diese Rüstungsart auch „Nietenrüstung“ genannt. In den Ärmeln sind Armschienen aus kleinen, überlappenden Stahlplättchen angebracht, die mit Stoffbändern um den Arm gebunden werden. Unter dem Rock ist, einer Schürze ähnlich, ein weiterer mit Metallplatten ausgestatteter Schutz angebracht. Dieser ist ebenfalls mit Stoff bedeckt und wird am Rücken festgebunden. Im Laufe der Jahrhunderte änderte sich diese Rüstung tatsächlich zur Prunkkleidung, da ihr Erscheinungsbild noch prunkvoller wurde, die Panzerplatten aber wegfielen. Die Nieten wurden beibehalten. Am Ende des chinesischen Kaiserreichs dienten sie nur noch repräsentativen Zwecken.